# Oldenlandia rosmarinifolia
Oldenlandia rosmarinifolia är en måreväxtart som beskrevs av Charles-Joseph Marie Pitard. Oldenlandia rosmarinifolia ingår i släktet Oldenlandia och familjen måreväxter.
Artens utbredningsområde är Kambodja. Inga underarter finns listade i Catalogue of Life.